# Cadolzburg
Cadolzburg är en köping (Markt) i Landkreis Fürth i Regierungsbezirk Mittelfranken i förbundslandet Bayern i Tyskland.